# Почему инопланетяне воруют наш салат?
«Почему́ инопланетя́не вору́ют наш сала́т?» (нем. Warum die UFOs unseren Salat klauen) — западногерманская кинокомедия 1981 года режиссёра Хансъюргена Поланда. В главной роли — Томми Пипер.
Продолжительность фильма — 84 минуты.

## Сюжет
Немецкий селекционер-любитель вывел новый сорт салата. Случайно выясняется, что растения нового сорта обладают настолько высокой биоэнергией, что её присутствие обнаруживают даже инопланетяне, рыскающие по вселенной в поисках энергетических ресурсов. Они прибывают на планету Земля и, не стесняясь в средствах, пытаются заполучить растение. После череды комических ситуаций, в каждой из которых селекционеру-любителю в последний момент удаётся выйти сухим из воды, инопланетяне остаются с носом, новый же сорт салата остаётся на нашей планете, чтобы использоваться человечеством в сугубо мирных (сексуально-эротических) целях.

## В ролях
В фильме снимались Томми Пипер и Урсела Монн.